# Planinca (gmina Brezovica)
Planinca – wieś w Słowenii, w gminie Brezovica. W 2018 roku liczyła 3 mieszkańców.